# Hackmesserseite

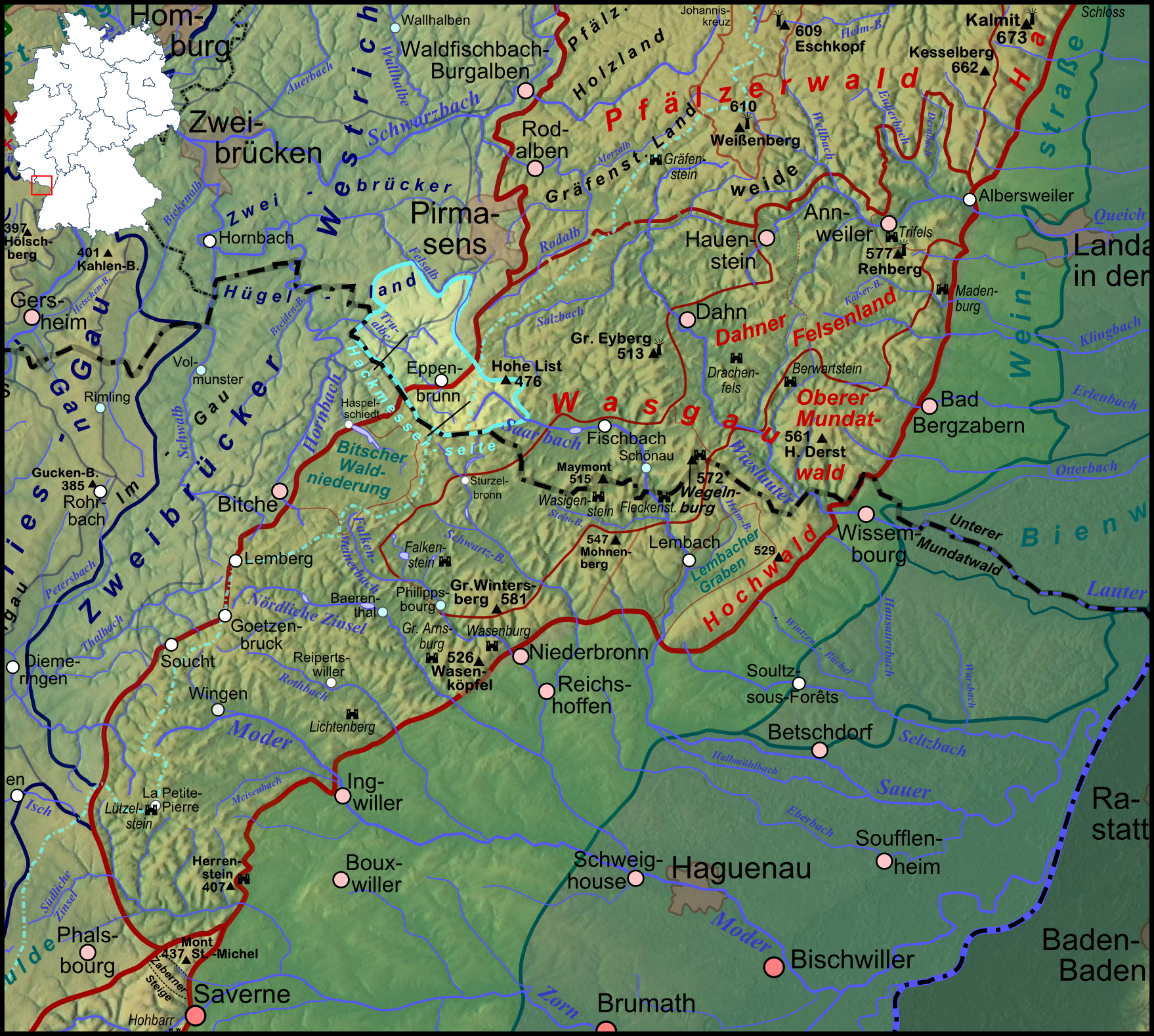
Hackmesserseite (hervorgehoben) im Südwesten des Pfälzerwalds

Die Hackmesserseite ist eine Gegend in der Pfalz südwestlich der Stadt Pirmasens (Rheinland-Pfalz). Der Name entstand in den 1790er Jahren nach der Französischen Revolution und gründet sich auf eine regionale Bezeichnung für die Guillotine, die im Volksmund „Hackmesser“ genannt wurde.

## Geographische Lage
Die Hackmesserseite umfasst einen Teil des Landkreises Südwestpfalz. Das Gebiet erstreckt sich von Nordwest nach Südost entlang der französischen Grenze und reicht von Kröppen im Nordwesten bis nach Eppenbrunn im Südosten. Alle zugehörigen Orte sind recht klein – maximal etwa 1300 Einwohner – und nur über untergeordnete Landes- bzw. Kreisstraßen erreichbar.

## Geschichte
Die Auswirkungen der Französischen Revolution erreichten 1792 auch die grenznahen südwestpfälzischen Dörfer Eppenbrunn, Trulben, Kröppen, Hilst, Schweix und Ludwigswinkel.
Am 8. November 1792 kamen mehrere Bürger unter der Führung des Oberförsters Weiß aus der nur 4 km entfernten lothringischen Gemeinde Roppweiler (heute: Roppeviller) zusammen mit zwölf französischen Nationalgardisten nach Eppenbrunn und pflanzten einen Freiheitsbaum oder – wie sie es nannten – einen „Zeugen der Freiheit“. Noch am gleichen Tag zogen die Freiheitskämpfer weiter nach Trulben und pflanzten auch dort einen Baum. Diesem Beispiel folgten die Dörfer Kröppen, Hilst und Schweix am nächsten Tag, Ludwigswinkel wenig später.
Die Bürger, die sich „freie Franken“ nannten, erklärten gegenüber dem Oberamt in Pirmasens, sie würden keine Salzsteuer mehr bezahlen und auch an die Obrigkeit der Landgrafschaft Hessen-Darmstadt „keinen Pfennig mehr entrichten“. 1000 Klafter Holz, die Landgraf Ludwig X. bereits an Holzhändler aus der nahen Stadt Zweibrücken verkauft hatte, teilten die Aufständischen unter sich auf. Sie erklärten die Schultheißen für abgesetzt und vertrieben die herrschaftlichen Jäger und Waldhüter.
Die aufrührerischen Dörfer schufen unverzüglich eine neue Gemeindeverwaltung nach französischem Vorbild und beantragten bei der Pariser Nationalversammlung die Aufnahme in die Französische Republik. Schon am 14. Februar 1793 entsprach die Nationalversammlung dem Gesuch und erklärte die freiheitsliebenden Dörfer zu französischem Staatsgebiet. Die Zugehörigkeit zu Frankreich endete mit Napoleons endgültiger Niederlage und Abdankung 1815.
Freiheitsanhänger aus der nahegelegenen lothringischen Garnisonsstadt Bitsch (heute: Bitche) überbrachten ihren pfälzischen Gesinnungsbrüdern als Geschenk eine Guillotine, die anschließend fleißig als Hinrichtungsinstrument benutzt wurde. In Erinnerung an die blutigen Opfer kam später der Name Hackmesserseite auf.
Im heutigen regionalen Gebrauch als Hackmesserseite bezeichnet wird ein Teil der Gemeinden, die zur Verbandsgemeinde Pirmasens-Land gehören. Dabei werden zu den historisch betroffenen Gemeinden Eppenbrunn, Trulben, Hilst, Schweix und Kröppen auch die dazwischen liegenden Orte Vinningen, Obersimten sowie der heute zur Ortsgemeinde Trulben gehörende Weiler Hochstellerhof hinzugerechnet. Dagegen wird die außerhalb, 12 km südöstlich von Eppenbrunn, in der Verbandsgemeinde Dahner Felsenland gelegene Gemeinde Ludwigswinkel im örtlichen Gebrauch nicht mehr als Teil der Hackmesserseite angesehen.
Jährlich wird unter den Fußballmannschaften der Gegend in der sommerlichen Vorbereitung auf die Saison der Hackmesser-Pokal ausgespielt.